# 賈斯珀鎮區 (密歇根州)
賈斯珀鎮區（英語：Jasper Township）是位於美國密歇根州密德蘭縣的一個行政鎮區。

## 地方資料
賈斯珀鎮區的面積為93.30平方千米，當中陸地面積為93.00平方千米，而水域面積為0.30平方千米。根據2020年美國人口普查的數據，當地共有人口1060人，而人口密度為每平方千米11.36人。